# Temporada de tifones del Pacífico de 1901
En 1901, se observaron 21 ciclones tropicales en el Océano Pacífico occidental, al norte del ecuador. En esa región del mundo, los ciclones que alcanzan vientos máximos sostenidos de al menos 118 km/h (74 mph) se conocen como tifones . De las 21 tormentas, el Observatorio de Hong Kong rastreó nueve de ellas. La tormenta más fuerte, conocida como tifón De Witte, alcanzó una presión barométrica mínima de 920 mbar (27 inHg), antes de golpear el este de China.
El 22 de mayo de 1901, el Observatorio de Manila en Filipinas (entonces un territorio de los Estados Unidos) pasó a llamarse Oficina Meteorológica de Filipinas, cuyo sucesor finalmente se convirtió en la Administración de Servicios Atmosféricos, Geofísicos y Astronómicos de Filipinas.

## Sistemas

### enero-julio
Hubo dos tormentas registradas en enero. El 2 de febrero, se observó una tormenta al noroeste de Borneo en el Mar de la China Meridional. Se movió hacia el oeste y luego hacia el oeste-suroeste, disipándose el 5 de febrero entre Borneo y Vietnam. Hubo una tormenta en abril y otras dos en mayo.
El 14 de mayo, se observó un ciclón tropical al este de Sámar, una isla en el centro-este de Filipinas . Se estima que ha alcanzado la intensidad de un tifón, la tormenta se movió hacia el oeste a través del archipiélago de Bisayas, produciendo una presión barométrica de 971 mbar (28,68 inHg) a bordo de un barco. La tormenta se curvó hacia el noreste en el Mar de China Meridional, golpeando a Taiwán el 20 de mayo. La tormenta avanzó a través de las islas Ryukyu y se observó por última vez el 23 de mayo.
Hubo dos tormentas en junio. El primero se observó el 1 de junio hasta el día siguiente, moviéndose hacia el noreste mientras permanecía al este de Taiwán. [7] Un tifón se formó al este de Luzón el 12 de julio. Se movió hacia el oeste, cruzando Cagayán e Ilocos antes de entrar en el Mar de la China Meridional. El sistema se intensificó y cruzó Hainan, y finalmente tocó tierra en el norte de Vietnam el 16 de julio, donde pronto se disipó. En Hải Phòng, los vientos alcanzaron los 140 km/h (85 mph) y la presión mínima cayó a 967 mbar (28,56 inHg).

#### Tifón De Witte
Con origen cerca de las Islas Carolinas, se observó un tifón el 30 de julio al sureste de Okinawa. Se movió hacia el oeste-noroeste, entrando en el Mar de la China Oriental el 1 de agosto. Ese día, el vapor ruso De Witte se encontró con las fuertes olas y los fuertes vientos del tifón, que dañaron las barandillas del barco. El 2 de agosto, mientras el barco estaba a unos 80 km (50 millas) al norte de Taiwán, una gran ola se arrastró por la borda e inundó la sala de máquinas; esto obligó a la tripulación a evacuar en dos botes, y luego de dos días fueron rescatados. Conocido como el tifón De Witte, la tormenta continuó intensificándose hasta alcanzar un pico a fines del 2 de agosto, cuando se registró una presión barométrica mínima de 920 mbar (27,17 inHg). En su apogeo, el tifón tenía un ojo elíptico de 13 km (8 millas) , moviéndose hacia el oeste-noroeste de 11 a 24 km / h (7 a 15 mph), con vientos huracanados que se extendían 565 km (360 millas). desde el centro. El 3 de agosto, la tormenta azotó el este de China, cerca de la frontera de las provincias de Chekiang y Hokkien . Rápidamente se debilitó y se disipó sobre la tierra. La trayectoria de la tormenta y las estaciones cercanas brindaron la oportunidad de estudiar la mecánica de los movimientos de ciclones tropicales intensos.
La isla Ishigaki, parte de las islas Ryūkyū, registró vientos máximos de 60 km / h (37 mph) mientras la tormenta pasaba hacia el norte. Además de destrozar el De Witte , el tifón también dañó otros dos barcos. En tierra firme en China continental, el tifón inundó la región alrededor de Wenzhou varias millas tierra adentro debido al aumento de los niveles a lo largo del río Ou. En Lingkun Dao, cerca de la ciudad, la tormenta destruyó un terraplén y mató a muchas personas. Posteriormente, los funcionarios regionales proporcionaron ataúdes para los fallecidos, así como arroz y dinero para los sobrevivientes. Se produjeron graves daños en los alrededores de Wenzhou.

### agosto-diciembre
Se observó un ciclón tropical en el Mar del Sur de China el 15 de agosto. Se movió hacia el noroeste y golpeó la península de Leizhou en el sur de China el 18 de agosto. La tormenta giró hacia el oeste y cruzó el norte del Golfo de Tonkín, golpeó el norte de Vietnam y se disipó el 20 de agosto. Otra tormenta se detectó por primera vez al noreste de Luzón el 21 de agosto. Una trayectoria hacia el noroeste llevó el sistema a través de las islas Ryūkyū, y la tormenta finalmente se disipó sobre el este de China el 24 de agosto, tras haber llegado a tierra cerca de Wenzhou.
El 8 de septiembre, se formó un área de baja presión al este de Filipinas. Se intensificó hasta convertirse en una tormenta tropical mientras se movía hacia el noroeste, pasando cerca de las islas Ryūkyū el 17 de septiembre. Después de pasar por alto Taiwán por el norte, la tormenta se acercó a la desembocadura del Yangtze en el este de China, antes de volver al noreste. Se observó por última vez el 21 de septiembre en el Mar de Japón. El último día del mes, se formó un tifón al oeste de Palaos. Dirigida hacia el noroeste, la tormenta se movió a través del norte de Luzón, golpeando Nueva Écija y Pangasinán. Después de emerger al Mar de la China Meridional, la tormenta giró hacia el noreste, rozando las Batanes y el sureste de Taiwán el 4 de octubre. Al cruzar las islas Ryukyu, la tormenta se notó por última vez el 6 de octubre al suroeste de Kyūshū.
El 12 de octubre se notó un ciclón tropical que se desplazaba hacia el oeste al este de Filipinas. Con velocidades del viento cercanas a 269 km / h (167 mph), el tifón pasó al norte de la isla Polillo antes de cruzar Luzón, sin pasar por Manila a unos 95 km (60 millas) al norte. Siete barcos naufragaron durante el apogeo de la tormenta. A lo largo del río Pasig , una lorcha (barco chino) quedó a la deriva después de separarse de un remolcador, lo que hizo que volcara a lo largo del rompeolas; una persona murió en el incidente, mientras que las otras nadaron para ponerse a salvo. Tres soldados estadounidenses, también murieron en el tifón, junto a muchos filipinos. Considerado uno de los tifones más severos en 20 años por los periódicos, la tormenta derribó la mayoría de las líneas de telégrafo y dañó muchas casas. En la capital, Manila, la mayoría de las calles del distrito de Paco se inundaron hasta un pie de profundidad. Las precipitaciones durante la tormenta alcanzaron 4.063 in (103.2 mm). Después de salir de Filipinas, el tifón avanzó hacia el oeste en el Mar de la China Meridional y se observó por última vez el 18 de octubre al sur de la isla de Hainan.
El 18 de octubre, existió un ciclón tropical de corta duración al este de las islas Ryūkyū. Se estaba moviendo hacia el noreste y se notó por última vez al día siguiente. Se observó por primera vez una tormenta tropical el 21 de octubre y se movió hacia el oeste a través de Filipinas durante los días siguientes. Cruzó el Mar de China Meridional y se disipó sobre el centro-este de Vietnam el 26 de octubre. Al mismo tiempo, se observó un ciclón tropical el 24 de octubre al noreste de Filipinas. Se curvó hacia el noroeste y luego giró hacia el noreste, y se observó por última vez el 29 de octubre al este de Okinawa.
Hubo una tormenta adicional en octubre, y una en noviembre y en diciembre.